# Veit Relin
Veit Relin, geboren als Josef Pichler (Linz, 24 september 1926 – Sommerhausen, 23 januari 2013) was een Oostenrijks acteur, filmregisseur en scenarioschrijver. Hij was getrouwd met actrice Maria Schell van 1966 tot hun scheiding in 1986 en was de vader van actrice Marie-Theres Relin. Hij was ook schilder en gebruikte zijn eigen Torturmtheater in Sommerhausen vaak als galery.

## Filmografie
- Ein gewisser Judas (1958)
- Gustav Adolfs Page (1960, niet op aftiteling)
- Das weite Land (1960)
- Familienpapiere (1961)
- Protektionskind (1962)
- Der Himmel kann warten (1962)
- Das vierte Gebot (1964)
- Nora oder Ein Puppenheim (1965)
- Der Gürtel (1967)
- Die ungarische Hochzeit (1969)
- La provocation (1970)
- Komm nach Wien, ich zeig dir was! (1970)
- Liebe unter siebzehn (1971)
- Die Pfarrhauskomödie (1972)
- Rosa und Lin (1972)
- Immobilien (1973)
- Die letzten Ferien (1975)
- So oder so ist das Leben (1975)
- Endstation Freiheit (1980)

## Televisieseries
- Der Kommissar (1969 en 1974)
- Assignment Vienna (1973)
- Polizeiinspektion 1 (1977)
- Der Alte (1977)
- Derrick (1980)
- Familien-Bande (1982)
- Unsere Schule ist die Beste (1995)

## Werk als regisseur
- Die Unzufriedenen (1963)
- Wie man Wünsche beim Schwanz packt (1971)
- Liebe unter siebzehn (as R.B. Winston) (1971)
- Die Pfarrhauskomödie (1972)
- Chamsin (1972)
- So oder so ist das Leben (1975)
- Maria Schell - Meine Träne in eurem Knopfloch (1979)